# Jacques Constant
Louis Joseph Léon Robillard dit Jacques Constant, né le 23 juillet 1907 dans le 18e arrondissement de Paris et mort le 7 septembre 1981 dans le 20e arrondissement, est un scénariste, dialoguiste et réalisateur  français.

## Biographie
Jacques Constant a travaillé essentiellement comme scénariste et dialoguiste pendant une vingtaine d'années.
Mort à l'hôpital Tenon à l'âge de 74 ans, il était divorcé depuis novembre 1963 de l'actrice Marie Glory qu'il avait épousé en décembre 1939 à Eaubonne.

## Filmographie
Scénariste
- 1934 : La crise est finie de Robert Siodmak
- 1935 : Ferdinand le noceur de René Sti
- 1935 : Dédé (décorateur) de René Guissart
- 1936 : Jenny de Marcel Carné
- 1936 : Notre-Dame-d'Amour de Pierre Caron
- 1937 : Pépé le Moko (adaptation et dialogues) de Julien Duvivier
- 1937 : La Danseuse rouge de Jean-Paul Paulin
- 1937 : Sarati le terrible d'André Hugon
- 1937 : Franco de port de Dimitri Kirsanoff
- 1937 : Claudine à l'école de Serge de Poligny
- 1938 : Chéri-Bibi de Léon Mathot
- 1938 : S.O.S. Sahara de Jacques de Baroncelli
- 1940 : Campement 13
- 1942 : Sinfonia Argentina
- 1951 : Demain nous divorçons
- 1953 : Les Compagnes de la nuit de Ralph Habib
- 1953 : Leur dernière nuit (auteur de la nouvelle adaptée) de Georges Lacombe
- 1956 : L'Homme et l'Enfant (scénario et dialogues) de Raoul André

Réalisateur
- 1940 : Campement 13
- 1942 : Sinfonia Argentina